# Proces IG Farben
Proces IG Farben (oficj. USA vs. Carl Krauch i inni) – szósty z dwunastu procesów procesów norymberskich, przeprowadzonych przed amerykańskimi trybunałami wojskowymi po zakończeniu II wojny światowej. Na ławie oskarżonych zasiadło 24 pracowników ze stanowisk kierowniczych przedsiębiorstwa IG Farben.

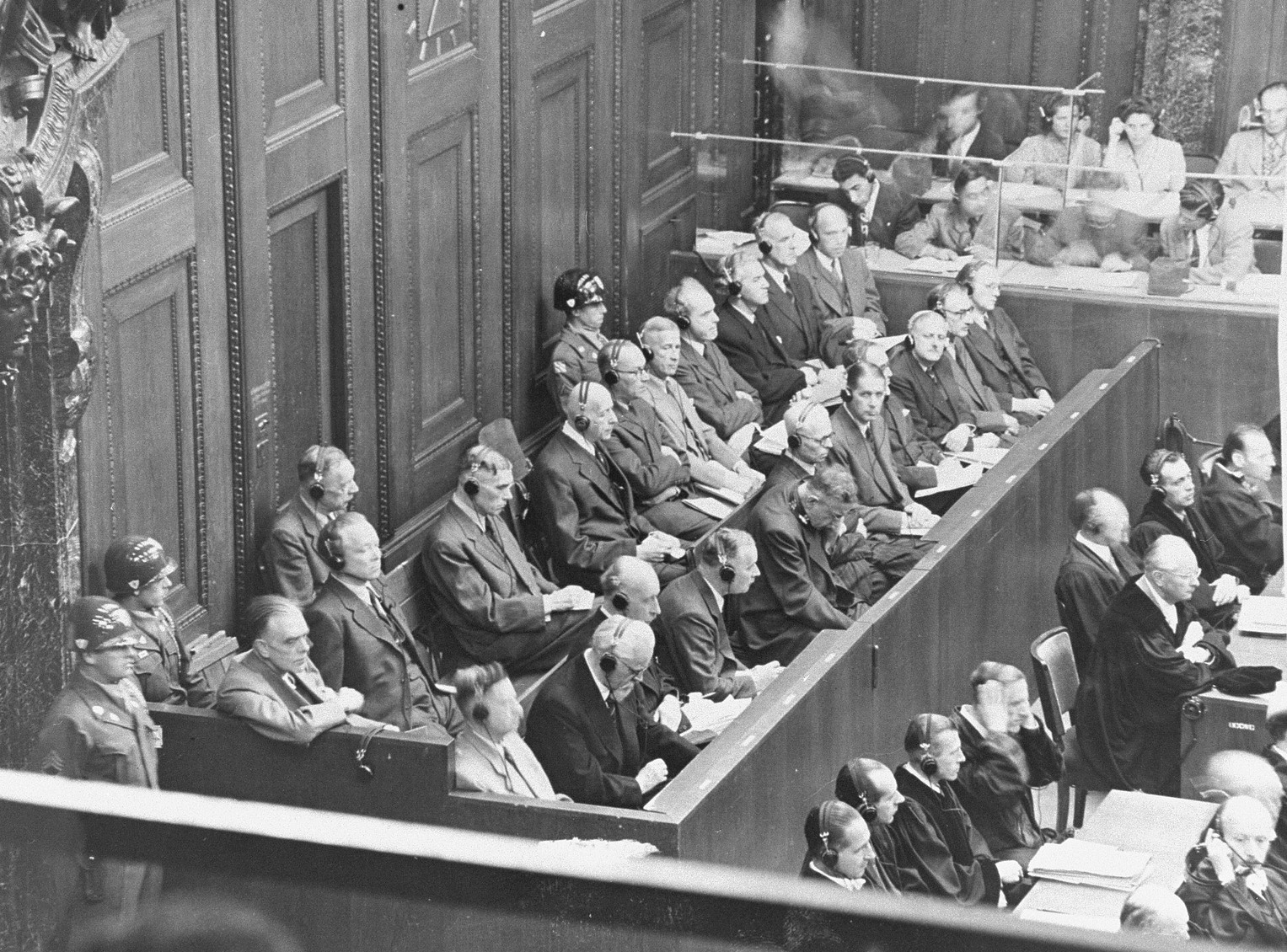
Oskarżeni podczas pierwszego dnia procesu.

## Sędziowie
Sędziami w procesie byli Curtis Grover Shake, James Morris, Paul M. Hebert oraz Clarence F. Merrell. Głównym prokuratorem był Telford Taylor. Spośród 24 oskarżonych 13 zostało uznanych za winnych; skazano ich na karę więzienia od półtora roku do ośmiu lat. Dziesięciu oskarżonych uniewinniono ze wszystkich zarzutów. Max Brüggemann nie wziął udziału w procesie, a jego sprawa została wstrzymana 9 września 1947 roku ze względów medycznych.

## Oskarżeni
Wszystkimi oskarżonymi byli dyrektorzy IG Farben, niemieckiego koncernu chemicznego. Koncern ten odgrywał dużą rolę już podczas I wojny światowej, kiedy to rozwinęła metodę Habera-Boscha, a następnie produkował syntetyczne azotany, potrzebne do wytwarzania materiałów wybuchowych, takich jak proch, dynamit czy trotyl. Podczas II wojny światowej, IG Farben produkował cyklon B, granulat ziemi okrzemkowej nasączony cyjanowodorem, wydzielający trujący gaz używany w obozach zagłady (innym dostawcą tego gazu była firma Tesch/Stabenow). IG Farben kupiło technologie syntezy benzyny syntetycznej i gumy z węgla od Standard Oil Rockefellerów, a tym samym przyczynił się znacznie do zdolności Niemiec do angażowania się w wojnę, mimo odcięcia od wszystkich głównych pól naftowych. Oskarżenia skoncentrowane były więc na przygotowaniu do prowadzenia agresywnej wojny, zmuszaniu do pracy niewolniczej i grabieży.

## Zarzuty
1. Planowanie, przygotowanie, wszczęcie i prowadzenie wojny najeźdźczej w innych krajach;
2. Zbrodnie wojenne i zbrodnie przeciwko ludzkości poprzez rabunek i grabież z terytoriów okupowanych oraz zajęcie fabryk przemysłowych w Austrii, Czechosłowacji, Norwegii, Polsce, Francji i ZSRR;
3. Zbrodnie wojenne i zbrodnie przeciwko ludzkości poprzez udział w zniewoleniu i deportacji do pracy przymusowej na gigantyczną skalę więźniów obozu koncentracyjnego, ludności cywilnej w krajach okupowanych oraz jeńców wojennych, a także złe traktowanie, terroryzowanie, torturowanie i zamordowanie osób wziętych do niewoli;
4. Członkostwo w organizacji przestępczej, SS;
5. Działanie jako przywódcy w spisku mającym na celu popełnienie przestępstw wymienionych w punktach 1, 2 oraz 3.

Wszyscy zostali oskarżeni o przestępstwa z punktów 1, 2, 3 i 5. Tylko Christian Schneider, Heinrich Bütefisch oraz Erich von der Heyde zostali dodatkowo oskarżeni o członkostwo w SS, które już wcześniej zostało uznane za organizację przestępczą.
Pomimo dużej ilości dowodów przedstawionych przez oskarżenie, które wykazały, że koncern IG Farben był głęboko zaangażowany w remilitaryzację Niemiec po I wojnie światowej, sąd odrzucił zarzuty o przygotowanie agresywnej wojny i spiskowanie w tym celu. W przypadku zapisu punktu trzeciego dotyczącego "pracy niewolniczej" sąd "pozwolił oskarżonym skorzystać z konieczności obrony".
Jedynie w przypadku Auschwitz, gdzie IG Farben zbudował fabryki obok obozu koncentracyjnego z wyraźnym zamiarem wykorzystania więźniów jako robotników przymusowych, sąd dokonał oceny dowodów i stwierdził, że IG Farben działało z własnej inicjatywy. Sąd uznał, że oskarżeni mogą zostać pociągnięci do odpowiedzialności tylko w tym jednym przypadku.
Sędzia Herbert był innego zdania – twierdził, że skorzystanie z "konieczności" obrony nie znajduje zastosowania, a wszyscy oskarżeni powinni być uznani za winnych popełnienia przestępstw, o których mowa w punkcie 3 aktu oskarżenia. Stwierdził, że "akta ukazują, że Farben chętnie współpracowało i wykorzystywało każde nowe źródło siły roboczej, by się rozwijać. Lekceważenie podstawowych praw człowieka nie zniechęcało oskarżonych", oraz że "chęć współpracy z wykorzystującą niewolniczą pracę Trzecią Rzeszą wynikała z polityki firmy, która wpłynęła na całą organizację Farben". Uważał także, że odpowiedzialności karnej powinni być poddani nie tylko oskarżeni, ale także inni menadżerowie IG Farben i ci, którzy świadomie uczestniczyli w kształtowaniu polityki korporacji. Sędzia Herbert wydał to oświadczenie 28 grudnia 1948 roku, prawie 5 miesięcy po procesie.

## Wyrok
Prokurator Josiah DuBois podsumował orzeczenie w ten sposób: Na taki lekki wyrok nie skarżyłby się nawet złodziej kurczaków.
| Zdjęcie | Oskarżony            | Funkcja | Zarzuty | Zarzuty | Zarzuty | Zarzuty | Zarzuty | Wyrok                                             |
|         |                      | | 1       | 2       | 3       | 4       | 5       |                                                   |
| ------- | -------------------- | --- | ------- | ------- | ------- | ------- | ------- | ------------------------------------------------- |
|         | Carl Krauch          | przewodniczący Rady Nadzorczej członek Biura Planu Czteroletniego (Göringa)                                                   | N       | N       | W       |         | N       | 6 lat                                             |
|         | Hermann Schmitz      | prezes zarządu członek Reichstagu                                                                                             | N       | W       | N       |         | N       | 4 lata                                            |
|         | Georg von Schnitzler | przywódca ds. gospodarki militarnej kapitan w SA                                                                              | N       | W       | N       |         | N       | 2,5 roku                                          |
|         | Fritz Gajewski       | dyrektor AGFA | N       | N       | N       |         | N       | uniewinniony                                      |
|         | Heinrich Hörlein     | szef ds. badań chemicznych | N       | N       | N       |         | N       | uniewinniony                                      |
|         | August von Knierim   | główny doradca szef działu prawnego                                                                                           | N       | N       | N       |         | N       | uniewinniony                                      |
|         | Fritz ter Meer       | kierownik II departamentu, odpowiedzialnego za zakłady chemiczne w pobliżu Auschwitz                                          | N       | W       | W       |         | N       | 7 lat                                             |
|         | Christian Schneider  | kierownik I departamentu, odpowiedzialnego za produkcję azotu i benzyny kierownik departamentu personalnego, wspierającego SS | N       | N       | N       | N       | N       | uniewinniony                                      |
|         | Otto Ambros          | szef komisji ds. wojny chemicznej w ministerstwie wojny szef produkcji w Auschwitz                                            | N       | N       | W       |         | N       | 8 lat                                             |
|         | Max Brüggemann       | szef fabryki | N       | N       | N       |         | N       | nie brał udziału w procesie z powodów zdrowotnych |
|         | Ernst Bürgin         | szef fabryki | N       | W       | N       |         | N       | 2 lata                                            |
|         | Heinrich Bütefisch   | szef produkcji w Auschwitz Obersturmbannführer w SS                                                                           | N       | N       | W       | N       | N       | 6 lat                                             |
|         | Paul Häfliger        | kierownik departamentu metali                                                                                                 | N       | W       | N       |         | N       | 2 lata                                            |
|         | Max Ilgner           | szef wywiadu i propagandy | N       | W       | N       |         | N       | 3 lata                                            |
|         | Friedrich Jähne      | szef inżynierii | N       | W       | N       |         | N       | 1,5 roku                                          |
|         | Hans Kühne           | szef fabryki | N       | N       | N       |         | N       | uniewinniony                                      |
|         | Carl Lautenschläger  | szef fabryki | N       | N       | N       |         | N       | uniewinniony                                      |
|         | Wilhelm Mann         | farmaceuta członek SA | N       | N       | N       |         | N       | uniewinniony                                      |
|         | Heinrich Oster       | menadżer syndykatu ds. azotu                                                                                                  | N       | W       | N       |         | N       | 2 lata                                            |
|         | Karl Wurster         | szef fabryki | N       | N       | N       |         | N       | uniewinniony                                      |
|         | Walter Dürrfeld      | kierownik budowy zakładu w Auschwitz kierownik budowy zakładu w Monowicach (Auschwitz III)                                    | N       | N       | W       |         | N       | 8 lat                                             |
|         | Heinrich Gattineau   | wywiad i policja fabryki | N       | N       | N       |         | N       | uniewinniony                                      |
|         | Erich von der Heyde  | zastępca ds. wywiadu i policji fabryki Hauptsturmführer w SS członek OKW                                                      | N       | N       | N       | N       | N       | uniewinniony                                      |
|         | Hans Kugler          | szef ds. sprzedaży barwników dla Europy Południowo-Wschodniej                                                                 | N       | W       | N       |         | N       | 1,5 roku                                          |

N – uniewinniony   W – uznany za winnego